# 게이트웨이 아치
게이트웨이 아치(Gateway Arch)는 미국 미주리주 세인트루이스 미시시피강변에 있는 192m 높이의 기념 아치이다. 게이트웨이 아치는 세계에서 가장 높은 아치이자, 서반구에서 가장 높은 인공 기념 건축물이다. 스테인리스강 클래드로 제작된 이 건축물은 미국의 미시시피 강 너머 서부 영토 확장을 기념하기 위해 1965년 준공되었다. 게이트웨이 아치는 게이트웨이아치 국립공원 내에 위치하며, 미국 국립역사기념물 및 미국 국립사적지로 지정되어 있다.
독특하게도 미국 대통령은 이곳에 오르질 못하는데, 그 이유는 경호가 힘들기 때문이다. 다만, 1967년 아이젠하워 대통령은 비밀리에 이곳에 방문했었다.

## 같이 보기
- 게이트웨이아치 국립공원